# Gmündi járás
A Gmündi járás, kerület (németül Bezirk Gmünd) közigazgatási egység Ausztriában, Alsó-Ausztria tartományban. Gmündi járás Zwettli, Freistadti és Waidhofen an der Thaya-i járásokkal határos. Lakosainak száma 36 773 fő (2019. január 1.).

## Közigazgatási beosztás

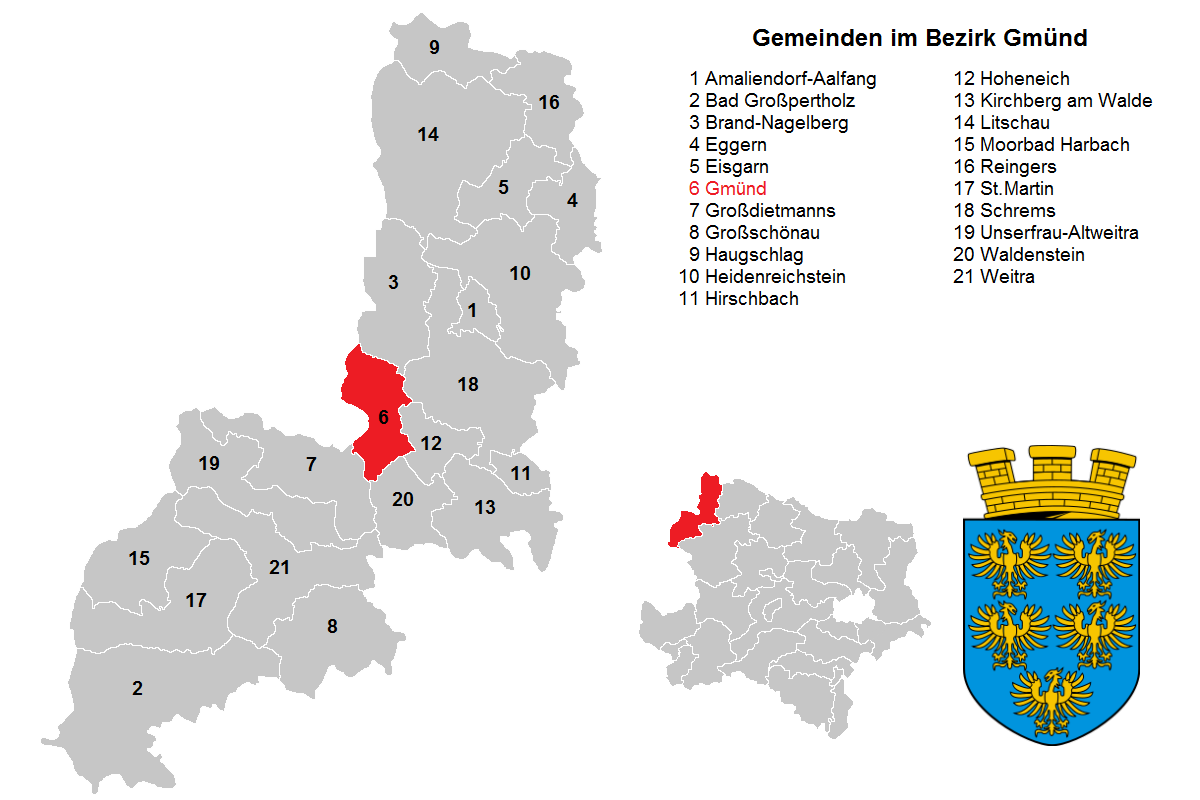
A Gmündi járás községei

A járás 21 községből áll, ezek közül 5 város és 11 mezőváros.
Városok (Stadt)
- Gmünd
- Heidenreichstein
- Litschau
- Schrems
- Weitra

Mezővárosok (Marktgemeinde)
- Amaliendorf-Aalfang
- Bad Großpertholz
- Brand-Nagelberg
- Eggern
- Eisgarn
- Großdietmanns
- Großschönau
- Hirschbach
- Hoheneich
- Kirchberg am Walde
- Sankt Martin

Községek (Gemeinde)
- Haugschlag
- Moorbad Harbach
- Reingers
- Unserfrau-Altweitra
- Waldenstein